# Liste der Stolpersteine in der Metropolitanstadt Turin

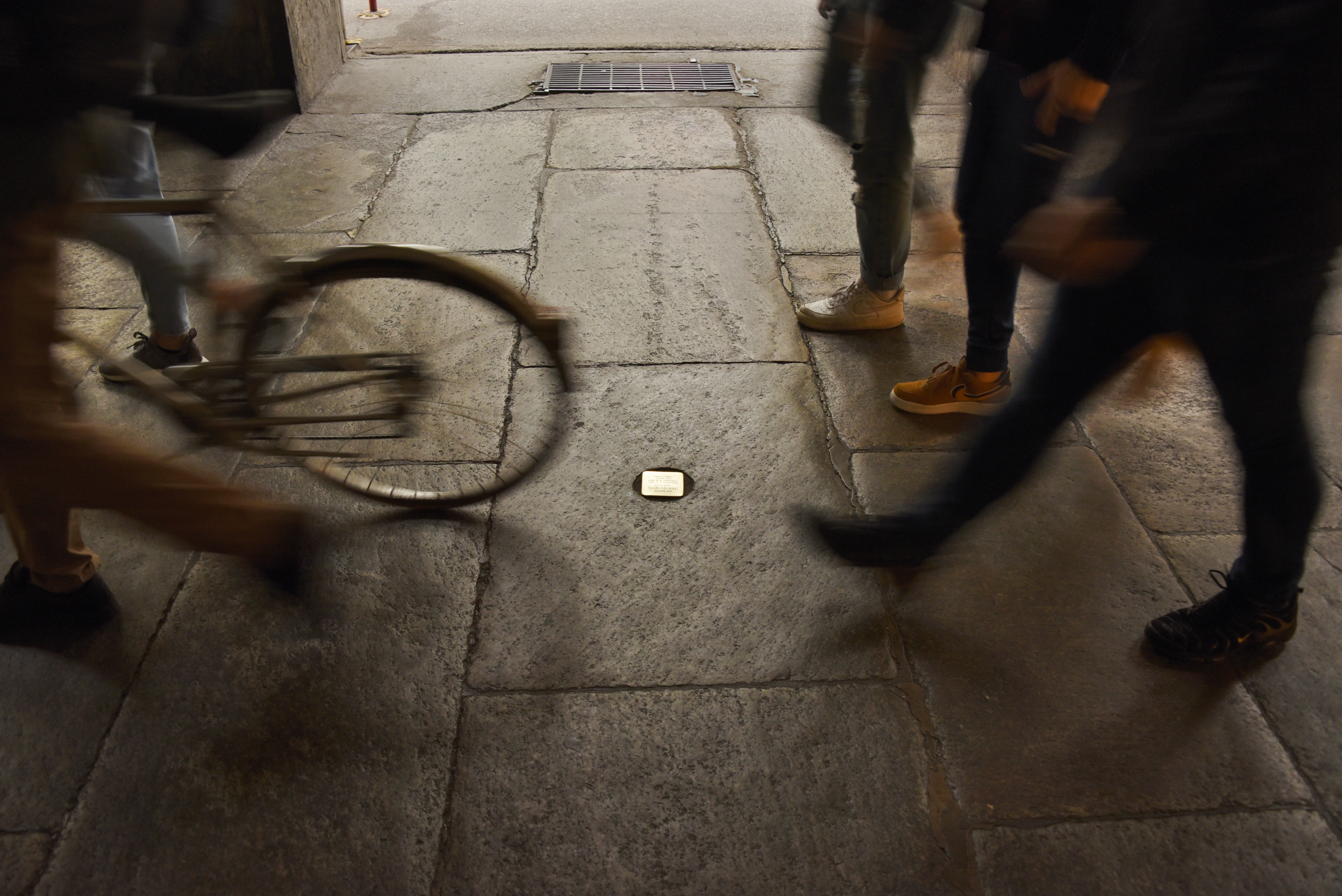
Ein Stolperstein in Turin

Die Liste der Stolpersteine in der Metropolitanstadt Turin enthält die Stolpersteine in der Metropolitanstadt Turin in der italienischen Region Piemont, die an das Schicksal der Menschen aus dieser Region erinnern, die von deutschen Nationalsozialisten und von italienischen Faschisten ermordet, deportiert, vertrieben oder in den Suizid getrieben wurden. Die Stolpersteine wurden von Gunter Demnig verlegt, deren Name lautet auf Italienisch: pietre d'inciampo.
Stolpersteine liegen im Regelfall vor dem letzten selbstgewählten Wohnort des Opfers. Die ersten Verlegungen in Piemont erfolgten am 10. Januar 2015 in Turin. Der europaweit 50.000ste Stolperstein wurde am 11. Januar 2015 in Turin verlegt, er erinnert an Eleonora Levi. Das Stolperstein-Projekt von Turin wird von einem breiten Spektrum an Organisationen getragen, dazu zählen das Museo diffuso della Resistenza, della Deportazione, della Guerra, dei Diritti e della Libertà, die Jüdische Gemeinde von Turin, das Resistenza-Institut, die ANED (Nationale Vereinigung der Deportierten) und das Goethe-Institut.

## Hintergrund
In Turin wurden die ersten jüdischen Bürger der Stadt am 17. Oktober 1943 verhaftet. Es handelte sich dabei um die 57-jährige Itala Lattes und ihre 62-jährige Schwester Edvige. Von Oktober 1943 bis März 1944 wurden in Turin und in der damaligen Provinz 165 Juden verhaftet. 91 davon von deutschen und 68 von Sicherheitskräften der faschistischen Italienischen Sozialrepublik, während an der Verhaftung der restlichen sechs Personen Deutsche und Italiener beteiligt waren.
Turin war nach Cuneo die Stadt mit den zweitmeisten Deportierten im Piemont. Insgesamt wurden in der Provinz 245 Juden zumeist nach Auschwitz deportiert, davon überlebten nur 21 den Holocaust. Außerdem wurden weitere 140 aus Turin stammende Juden, die sich bei ihrer Verhaftung aus unterschiedlichen Gründen nicht in Turin aufhielten, deportiert. Von den Letztgenannten überlebten nur 13.

## Stolpersteine in Turin
In Turin wurden 151 Stolpersteine an 110 Adressen verlegt.
Die Tabelle ist teilweise sortierbar; die Grundsortierung erfolgt alphabetisch nach dem Familiennamen.
| Stolperstein | Übersetzung | Verlegeort                             | Name, Leben |
| ------------ | --- | -------------------------------------- | --- |
|              | HIER WOHNTE FILIPPO ACCARINI GEBOREN 1888 VERHAFTET 3.9.1944 DEPORTIERT 1944 MAUTHAUSEN ERMORDET 2.3.1945                                            | Via Carlo Alberto 22 ·                 | Filippo Acciarini |
|              | HIER WOHNTE ALDO ACQUARONE GEBOREN 1915 VERHAFTET 4.3.1944 DEPORTIERT MAUTHAUSEN ERMORDET 1.12.1944                                                  | Via Carlo Alberto 7 ·                  | Aldo Acquarone |
|              | HIER WOHNTE FRANCESCO AIME GEBOREN 1922 VERHAFTET 13.3.1944 DEPORTIERT 16.3.1944 MAUTHAUSEN BEFREIT VERSTORBEN 15.5.1945                             | Corso Regina Margherita 128 ·          | Francesco Aime (1922–1945) |
|              | HIER STUDIERTE MARISA ANCONA GEBOREN 1926 VERHAFTET 14.2.1944 DEPORTIERT 5.4.1944 AUSCHWITZ ERMORDET BERGEN-BELSEN                                   | Corso Alessandro Tassoni, 15           | Marisa Ancona |
|              | HIER WOHNTE CESARE ARNOFFI GEBOREN 1900 VERHAFTET 17.1.1944 DEPORTIERT 1.2.1945 MAUTHAUSEN ERMORDET 17.4.1945 EBENSEE-SOLVAY                         | Via Luigi Cibrario, 104                | Cesare Arnoffi |
|              | HIER WOHNTE GIOVANNI ARNOFFI GEBOREN 1927 VERHAFTET 14.2.1944 DEPORTIERT 1.2.1945 MAUTHAUSEN ERMORDET 5.5.1945 GUSEN                                 | Via Luigi Cibrario, 104                | Giovanni Arnoffi |
|              | HIER WOHNTE GIULIO ARZILLI GEBOREN 1903 VERHAFTET MÄRZ 1944 DEPORTIERT MAUTHAUSEN ERMORDET 29.4.1944 EBENSEE                                         | Via Saorgio, 21                        | Giulio Arzilli |
|              | HIER WOHNTE GELINDO AUGUSTI GEBOREN 1904 VERHAFTET 4.3.1944 DEPORTIERT 1944 MAUTHAUSEN ERMORDET 16.3.1945                                            | Via Vicenza 23 ·                       | Gelindo Augusti |
|              | HIER WOHNTE LUIGI BACHI GEBOREN 1875 VERHAFTET 3.11.1944 DEPORTIERT 14.12.1944 FLOSSENBÜRG ERMORDET 30.1.1945                                        | Via Vigone 54 ·                        | Luigi Bachi (1875–1945) |
|              | HIER WOHNTE FERDINANDO BAGATIN GEBOREN 1924 VERHAFTET SEPTEMBER 1943 DEPORTIERT 19.12.1944 MAUTHAUSEN ERMORDET 17.4.1945 GUSEN PERG                  | Via San Domenico 1 ·                   | Ferdinando Bagatin |
|              | HIER WOHNTE EMANUELE BALBO BERTONE DI BREME GEBOREN 1886 VERHAFTET 19.9.1943 DEPORTIERT LAGER SCHOKKEN 64Z UND THORN XXA ERMORDET 28.1.1945 SCHELKOW | Via Stampatori 4 ·                     | Emanuele Balbo Bertone (1886–1945) |
|              | HIER WOHNTE ELENA BASEVI GEBOREN 1913 VERHAFTET 31.8.1944 DEPORTIERT 24.10.1944 AUSCHWITZ ERMORDET 15.3.1945 BERGEN-BELSEN                           | Via San Francesco da Paola 46          | Elena Basevi |
|              | HIER WOHNTE NICOLA BATTISTA GEBOREN 1904 VERHAFTET 1944 DEPORTIERT MAUTHAUSEN ERMORDET 3.11.1944 GUSEN                                               | Via Bava 47 ·                          | Nicola Battista (1904–1944) |
|              | HIER ARBEITETE GIOVANNI BATTISTI GEBOREN 1887 VERHAFTET MÄRZ 1944 DEPORTIERT MAUTHAUSEN ERMORDET 5.5.1944                                            | Galleria San Federico ·                | Giovanni Battisti (1887–1944) |
|              | HIER WOHNTE ARTURO BELTRANDO GEBOREN 1900 VERHAFTET 17.11.1943 DEPORTIERT 1944 MAUTHAUSEN ERMORDET 30.4.1945 BERGEN BELSEN                           | Via Giuseppe Garibaldi 31 ·            | Arturo Beltrando (1900–1945) |
|              | HIER WOHNTE LUCIA BELTRANDO GEBOREN 1902 VERHAFTET 17.11.1943 DEPORTIERT 1944 RAVENSBRÜCK BEFREIT                                                    | Via Giuseppe Garibaldi 31 ·            | Lucia Beltrando (1902–) |
|              | HIER WOHNTE GIUSEPPE BENETTON GEBOREN 1905 VERHAFTET 17.2.1944 DEPORTIERT 11.3.1944 MAUTHAUSEN ERMORDET 7.3.1945 EBENSEE                             | Via Pagno 9 ·                          | Giuseppe Benetton |
|              | HIER WOHNTE GIOVANNI BINI GEBOREN 1883 VERHAFTET 17.2.1944 DEPORTIERT 20.3.1944 MAUTHAUSEN-GUSEN ERMORDET 7.2.1945                                   | Corso Spezia 55 ·                      | Giovanni Bini (1883–1945) |
|              | HIER WOHNTE GIOVANNI BRICCO GEBOREN 1916 VERHAFTET 24.10.1944 DEPORTIERT 14.12.1944 MAUTHAUSEN BEFREIT                                               | Corso Regina Margherita 128 ·          | Giovanni Bricco (1916–) |
|              | HIER WOHNTE VITTORIO CASNATI GEBOREN 1910 VERHAFTET 3.3.1944 DEPORTIERT 11.3.1944 MAUTHAUSEN ERMORDET 17.11.1944 GUSEN                               | Via Chiesa Della Salute 73 ·           | Vittorio Casnati |
|              | HIER WOHNTE NOÈ CLERINO GEBOREN 1890 VERHAFTET 1944 DEPORTIERT MAUTHAUSEN ERMORDET 19.9.1944                                                         | Via Del Carmine 24 ·                   | Noè Clerino (1890–1944) |
|              | HIER WOHNTE ISACCO COHEN GEBOREN 1890 VERHAFTET 17.5.1944 DEPORTIERT AUSCHWITZ ERMORDET 6.8.1944                                                     | Via San Pio V 28 ·                     | Isacco Cohen (1890–1944) |
|              | HIER WOHNTE ALESSANDRO COLOMBO GEBOREN 1895 VERHAFTET 8.12.1943 DEPORTIERT 30.1.1944 AUSCHWITZ ERMORDET 30.11.1944                                   | Via Giuseppe Piazzi, 3                 | Alessandro Colombo |
|              | HIER WOHNTE BENVENUTO COLOMBO GEBOREN 1882 VERHAFTET 27.10.1943 DEPORTIERT 6.12.1943 AUSCHWITZ ERMORDET 11.12.1943                                   | Piazza Castello, 161 ·                 | Benvenuto Colombo |
|              | HIER WOHNTE DONATO COLOMBO GEBOREN 1863 VERHAFTET 25.11.1943 DEPORTIERT AUSCHWITZ ERMORDET 11.12.1943                                                | Via Santa Teresa 24 ·                  | Donato Colombo (1863–1943) |
|              | HIER WOHNTE ELENA COLOMBO GEBOREN 1933 VERHAFTET 25.3.1944 DEPORTIERT 5.4.1944 AUSCHWITZ ERMORDET 10.4.1944                                          | Via Giuseppe Piazzi, 3                 | Elena Colombo |
|              | HIER WOHNTE ENRICO COLOMBO GEBOREN 1880 VERHAFTET 27.10.1943 DEPORTIERT 6.12.1943 AUSCHWITZ ERMORDET 11.12.1943                                      | Piazza Castello, 161 ·                 | Enrico Colombo |
|              | HIER WOHNTE MARIO COLOMBO GEBOREN 1914 VERHAFTET 27.10.1943 DEPORTIERT 6.12.1943 AUSCHWITZ ERMORDET 30.3.1944                                        | Piazza Castello, 161 ·                 | Mario Colombo |
|              | HIER WOHNTE RINALDO CORIO GEBOREN 1914 VERHAFTET OKTOBER 1944 DEPORTIERT 1.2.1945 MAUTHAUSEN ERMORDET 19.4.1945 GUSEN                                | Via Aosta 29                           | Rinaldo Corio |
|              | HIER WOHNTE ARDUINO CREMISI GEBOREN 1876 VERHAFTET 26.10.1944 DEPORTIERT 14.12.1944 FLOSSENBÜRG ERMORDET 14.1.1945                                   | Via Legnano 28 ·                       | Arduino Cremisi |
|              | HIER WOHNTE MOISÉ ADOLFO CREMISI GEBOREN 1874 VERHAFTET MÄRZ 1944 DEPORTIERT 16.5.1944 AUSCHWITZ ERMORDET 13.5.1944                                  | Via Principe Tommaso 11 ·              | Moisé Adolfo Cremisi (1874–1944) |
|              | HIER WOHNTE GIACOMO DE BENEDETTI GEBOREN 1900 VERHAFTET 20.12.1943 DEPORTIERT 30.1.1944 AUSCHWITZ ERMORDET 31.1.1945 JANINAGRUBE                     | Via Campana 24 ·                       | Giacomo De Benedetti |
|              | HIER WOHNTE NELLA DELLA ROCCA GEBOREN 1887 VERHAFTET 2.10.1944 DEPORTIERT 1944 RAVENSBRÜCK ERMORDET 30.12.1944                                       | Via Madama Cristina 18 ·               | Nella della Rocca (1887–1944) |
|              | HIER WOHNTE LIVIA DEUTSCHOVA GEBOREN 1924 VERHAFTET 7.6.1944 DEPORTIERT AUSCHWITZ BEFREIT                                                            | Via Garibaldi 53 ·                     | Livia Deutschova (1924–?) |
|              | HIER WOHNTE GIUSEPPE DAVIDE DIENA GEBOREN 1883 VERHAFTET 29.8.1944 DEPORTIERT 14.12.1944 FLOSSENBÜRG ERMORDET 2.3.1945                               | Via Mazzini 12 ·                       | Giuseppe Davide Diena |
|              | HIER WOHNTE LUIGI FABBRIS GEBOREN 1886 VERHAFTET 3.3.1944 DEPORTIERT 18.3.1944 MAUTHAUSEN ERMORDET 30.4.1944 SCHWECHAT                               | Via Lauro Rossi 43 ·                   | Luigi Fabbris |
|              | HIER STUDIERTE TERESIO FASCIOLO GEBOREN 1925 VERHAFTET MÄRZ 1944 DEPORTIERT 1944 MAUTHAUSEN ERMORDET 30.5.1944                                       | Corso San Maurizio 8 ·                 | Teresio Fasciolo |
|              | HIER WOHNTE DONATO FOA GEBOREN 1876 VERHAFTET 9.8.1944 DEPORTIERT 24.10.1944 AUSCHWITZ ERMORDET 28.10.1944                                           | Via Ormea 40 ·                         | Donato Foa |
|              | HIER WOHNTE WANDA DEBORA FOA' GEBOREN 1914 VERHAFTET 8.12.1943 DEPORTIERT 30.1.1944 AUSCHWITZ ERMORDET 6.2.1944                                      | Via Giuseppe Piazzi, 3                 | Wanda Debora Foà |
|              | HIER WOHNTE ELENA RECANATI FOA NAPOLITANO GEBOREN 1922 VERHAFTET 9.8.1944 DEPORTIERT 24.10.1944 AUSCHWITZ BEFREIT                                    | Via Ormea 40 ·                         | Elena Recanati Foa Napolitano |
|              | HIER WOHNTE GUIDO FOA GEBOREN 1920 VERHAFTET 9.8.1944 DEPORTIERT 24.10.1944 AUSCHWITZ ERMORDET                                                       | Via Ormea 40 ·                         | Guido Foa |
|              | HIER WOHNTE GUIDO GRAZIADIO FOA GEBOREN 1936 VERHAFTET 22.12.1943 DEPORTIERT 22.2.1944 AUSCHWITZ ERMORDET 26.2.1944                                  | Corso Palermo 86                       | Guido Graziano Foa |
|              | HIER WOHNTE PACIFICO FOA GEBOREN 1905 VERHAFTET 27.7.1944 DEPORTIERT 2.8.1944 AUSCHWITZ ERMORDET 6.8.1944                                            | Corso Fiume 16                         | Pacifico Foa |
|              | HIER WOHNTE RAFFAELLO FILIPPO FOA GEBOREN 1860 VERHAFTET 21.7.1944 DEPORTIERT 2.8.1944 AUSCHWITZ ERMORDET 6.8.1944                                   | Corso Vittorio Emanuele II 40 ·        | Raffaello Filippo Foa (1860–1944) |
|              | HIER WOHNTE RENATO FORLINO GEBOREN 1913 VERHAFTET MÄRZ 1944 DEPORTIERT 20.3.1944 MAUTHAUSEN, GUSEN II TOT 12.6.1945                                  | Via Spontini 26 ·                      | Renato Forlino |
|              | HIER WOHNTE JACOPO FRANCO GEBOREN 1884 VERHAFTET 20.4.1944 DEPORTIERT 16.5.1944 AUSCHWITZ ERMORDET 23.5.1944                                         | Via Cosseria 1 ·                       | Jacopo Franco |
|              | HIER WOHNTE ALDO FUBINI GEBOREN 1898 VERHAFTET 15.8.1944 DEPORTIERT AUSCHWITZ ERMORDET 28.10.1944                                                    | Via Accademia Albertina 37             | Aldo Fubini |
|              | HIER WOHNTE MARIO AUGUSTO FUBINI GEBOREN 1915 VERHAFTET 15.12.1943 DEPORTIERT AUSCHWITZ ERMORDET                                                     | Via Accademia Albertina 37             | Mario Augusto Fubini |
|              | HIER WOHNTE RENZO FUBINI GEBOREN 1904 VERHAFTET 7.2.1944 DEPORTIERT 16.5.1944 AUSCHWITZ ERMORDET                                                     | Corso Arimondi 11 ·                    | Renzo Fubini |
|              | HIER WOHNTE ROSETTA FUBINI IN SACERDOTE GEBOREN 1866 VERHAFTET 17.4.1944 DEPORTIERT 26.6.1944 AUSCHWITZ ERMORDET 30.06.1944                          | Corso Fiume 17 ·                       | Rosetta Fubini in Sacerdote (1866–1945) |
|              | HIER WOHNTE FRANCO GALLINA GEBOREN 1925 VERHAFTET MAI 1944 DEPORTIERT BITTERFELD ÜBERLEBT                                                            | Via Parma 24 ·                         | Franco Gallina (1925–) |
|              | HIER WOHNTE BORTOLO GATTI GEBOREN 1911 VERHAFTET 1944 DEPORTIERT DACHAU ERMORDET 19.11.1944 LADELUND                                                 | Via Venaria 97 ·                       | Bortolo Gatti (1911–1944) |
|              | HIER WOHNTE GIUSEPPE GHIOTTI GEBOREN 1916 VERHAFTET 19.6.1944 DEPORTIERT 1944 FLOSSENBÜRG ERMORDET 14.1.1945                                         | Via Beinasco 7 (ex Nr. 9) ·            | Giuseppe Ghiotti (1916–1945) |
|              | HIER WOHNTE GIUSEPPE GIROTTI GEBOREN 1902 VERHAFTET 29.8.1944 DEPORTIERT 9.10.1944 DACHAU ERMORDET 1.4.1945                                          | Via San Domenico 0 ·                   | Giuseppe Girotti |
|              | HIER WOHNTE ANSELMO JACHIA GEBOREN 1934 VERHAFTET 23.12.1943 DEPORTIERT 1944 AUSCHWITZ ERMORDET 3.8.1944                                             | Via Giuseppe Baretti 31 ·              | Anselmo Jachia, geboren am 8. November 1934 in Turin. Er war der älteste Sohn von Salvatore Jachia und Evelina Valabrega. Pasqua (* 1932), Ercole (* 1936) und Ida Jachia (* 1937) waren seine drei Geschwister. Der Vater starb als er acht Jahre alt war. Er teilte nach seiner Verhaftung am 23. Dezember 1943 in Montagnana bei Padua das tragische Schicksal seiner Mutter und seiner Geschwister. Der neunjährige Anselmo Jachia wurde nach seiner Ankunft in Auschwitz-Birkenau am 3. August 1944 ermordet. |
|              | HIER WOHNTE ERCOLE JACHIA GEBOREN 1936 VERHAFTET 23.12.1943 DEPORTIERT 1944 AUSCHWITZ ERMORDET 3.8.1944                                              | Via Giuseppe Baretti 31 ·              | Ercole Jachia, geboren am 4. April 1936 in Turin. Er war der zweitgeborene Sohn von Salvatore Jachia und Evelina Valabrega. Pasqua (* 1932), Anselmo (* 1934) und Ida Jachia (* 1937) waren seine drei Geschwister. Er teilte das Schicksal seiner Mutter und seiner Geschwister. Der achtjährige Ercole Jachia wurde nach seiner Ankunft in Auschwitz-Birkenau am 3. August 1944 ermordet. |
|              | HIER WOHNTE IDA JACHIA GEBOREN 1937 VERHAFTET 23.12.1943 DEPORTIERT 1944 AUSCHWITZ ERMORDET 3.8.1944                                                 | Via Giuseppe Baretti 31 ·              | Ida Jachia, geboren am 17. November 1936 in Turin. Sie war das jüngste Kind von Salvatore Jachia und Evelina Valabrega. Pasqua (* 1932), Anselmo (* 1934) und Ercole Jachia (* 1936) waren ihre drei älteren Geschwister. Sie teilte das Schicksal ihrer Mutter und ihrer Geschwister. Die sechsjährige Ida Jachia wurde nach ihrer Ankunft in Auschwitz-Birkenau am 3. August 1944 ermordet. |
|              | HIER WOHNTE PASQUA JACHIA GEBOREN 1932 VERHAFTET 23.12.1943 DEPORTIERT 1944 AUSCHWITZ ERMORDET 3.8.1944                                              | Via Giuseppe Baretti 31 ·              | Pasqua Jachia, geboren am 26. August 1932 in Turin. Sie war die älteste Tochter von Salvatore Jachia und Evelina Valabrega. Anselmo (* 1934), Ercole (* 1936) und Ida Jachia (* 1937) waren ihre drei jüngeren Geschwister. Ihr Vater starb als sie neun Jahre alt war. Sie teilte das Schicksal ihrer Mutter und ihrer Geschwister. Die knapp zwölfjährige Pasqua Jachia wurde nach ihrer Ankunft in Auschwitz-Birkenau am 3. August 1944 ermordet. |
|              | HIER WOHNTE LUIGI JONA GEBOREN 1902 VERHAFTET 1943 DEPORTIERT 6.12.1943 AUSCHWITZ ERMORDET 27.2.1944                                                 | Corso Matteotti 53                     | Luigi Jona |
|              | HIER WOHNTE RAIMONDO LUIGI EUGENIO JONA GEBOREN 1937 VERHAFTET 7.12.1943 DEPORTIERT 22.2.1944 AUSCHWITZ ERMORDET 26.2.1944                           | Via Filangieri 4 ·                     | Raimondo Luigi Eugenio Jona |
|              | HIER WOHNTE REMO JONA GEBOREN 1900 VERHAFTET 7.12.1943 DEPORTIERT 22.2.1944 AUSCHWITZ BEFREIT                                                        | Via Filangieri 4 ·                     | Remo Jona |
|              | HIER WOHNTE RUGGERO ACHILLE RODOLFO JONA GEBOREN 1932 VERHAFTET 7.12.1943 DEPORTIERT 22.2.1944 AUSCHWITZ ERMORDET 26.2.1944                          | Via Filangieri 4 ·                     | Ruggero Jona |
|              | HIER WOHNTE EDVIGE LATTES GEBOREN 1881 VERHAFTET 17.10.1943 DEPORTIERT 6.12.1943 AUSCHWITZ ERMORDET 11.12.1943                                       | Via Giuseppe Luigi Passalacqua 6 ·     | Edvige Lattes |
|              | HIER WOHNTE ITALA LATTES GEBOREN 1886 VERHAFTET 17.10.1943 DEPORTIERT 6.12.1943 AUSCHWITZ ERMORDET 14.12.1943                                        | Via Giuseppe Luigi Passalacqua 6 ·     | Itala Lattes |
|              | HIER WOHNTE LEONE LATTES GEBOREN 1891 VERHAFTET 21.9.1943 DEPORTIERT 30.1.1944 AUSCHWITZ ERMORDET 27.2.1945                                          | Via Giuseppe Luigi Passalacqua 6 ·     | Leone Lattes |
|              | HIER WOHNTE ANTONIO LAZZARIN GEBOREN 1912 VERHAFTET 1944 DEPORTIERT 1944 MAUTHAUSEN ERMORDET                                                         | Via Giulio Bizzozero 24 ·              | Antonio Lazzarin (1912–1945) |
|              | HIER WOHNTE GERMANA GARDA IN LEVI GEBOREN 1904 VERHAFTET 18.2.1944 DEPORTIERT 1944 AUSCHWITZ ERMORDET                                                | Via Fratelli Carle 6 ·                 | Germana Garda in Levi |
|              | HIER WOHNTE ALESSANDRO LEVI GEBOREN 1901 VERHAFTET 18.2.1944 DEPORTIERT 1944 AUSCHWITZ ERMORDET 1945                                                 | Via Fratelli Carle 6 ·                 | Alessandro Levi |
|              | HIER WOHNTE DONATO GIORGIO LEVI GEBOREN 1896 VERHAFTET 18.2.1944 DEPORTIERT 1944 AUSCHWITZ ERMORDET MAI 1945 MAUTHAUSEN                              | Via Duchessa Jolanda 21 ·              | Donato Giorgio Levi |
|              | HIER WOHNTE ELEONORA LEVI GEBOREN 1884 VERHAFTET 8.3.1944 DEPORTIERT 1944 AUSCHWITZ ERMORDET 10.4.1944                                               | Corso Massimo d’Azeglio 12 ·           | Eleonora Levi |
|              | HIER WOHNTE FRANCO LEVI GEBOREN 1910 VERHAFTET SEPTEMBER 1944 DEPORTIERT 24.10.1944 AUSCHWITZ ERMORDET                                               | Corso Guglielmo Marconi 7              | Franco Levi |
|              | HIER WOHNTE LUCIANA LEVI GEBOREN 1926 VERHAFTET 15.2.1944 DEPORTIERT 1944 AUSCHWITZ ERMORDET JAN. 1945                                               | Via Fratelli Carle 6 ·                 | Luciana Levi |
|              | HIER WOHNTE GIUSEPPE ABRAMO LEVI GEBOREN 1896 VERHAFTET 7.8.1944 DEPORTIERT 24.10.1944 AUSCHWITZ ERMORDET 25.12.1944                                 | Via della Consolata 1 bis ·            | Giuseppe Abramo Levi (1896–1944) |
|              | HIER WOHNTE SARA LEVI IN VITALE GEBOREN 1855 VERHAFTET 23.5.1944 DEPORTIERT 26.6.1944 AUSCHWITZ ERMORDET 30.6.1944                                   | Corso Alcide De Gaspari 14             | Sara Levi in Vitale |
|              | HIER WOHNTE SERGIO LEVI GEBOREN 1930 VERHAFTET 15.2.1944 DEPORTIERT 1944 AUSCHWITZ ERMORDET 18.1.1945 FLOSSENBÜRG                                    | Via Fratelli Carle 6 ·                 | Sergio Levi |
|              | HIER WOHNTE ORESTE EZECHIELE LEVI GEBOREN 1885 VERHAFTET 19.6.1944 DEPORTIERT 1944 AUSCHWITZ ERMORDET                                                | Corso Sommeiller 31                    | Oreste Ezechiele Levi |
|              | HIER WOHNTE CORRADO LOLLI GEBOREN 1895 VERHAFTET 6.6.1944 DEPORTIERT 1944 AUSCHWITZ ERMORDET 6.8.1944                                                | Corso Svizzera 33 ·                    | Corrado Lolli |
|              | HIER WOHNTE ENZO LOLLI GEBOREN 1894 VERHAFTET 6.6.1944 DEPORTIERT 1944 AUSCHWITZ ERMORDET 6.8.1944                                                   | Via Giacinto Collegno 45 ·             | Enzo Lolli |
|              | HIER WOHNTE VANDA MAESTRO GEBOREN 1919 VERHAFTET 13.12.1943 DEPORTIERT 1944 AUSCHWITZ ERMORDET 30.10.1944                                            | Corso Guglielmo Marconi 11 ·           | Vanda Maestro (1919–1944) |
|              | HIER WOHNTE ENRICO MELLANO GEBOREN 1902 VERHAFTET MÄRZ 1944 DEPORTIERT MAUTHAUSEN ERMORDET 28.4.1944                                                 | Corso Spezia 55 ·                      | Enrico Mellano (1902–1945) |
|              | HIER WOHNTE VALENTINO MERLO GEBOREN 1889 VERHAFTET 1944 DEPORTIERT MAUTHAUSEN ERMORDET 29.9.1944 HARTHEIM                                            | Via Breglio 38 ·                       | Valentino Merlo (1889–1944) |
|              | HIER WOHNTE ALBERTO MISSAGLIA GEBOREN 1908 VERHAFTET 20.8.1944 DEPORTIERT 17.9.1944 DACHAU ERMORDET 15.4.1945                                        | Corso Principe Oddone 21 ·             | Alberto Missaglia |
|              | ALDO MOMIGLIANO GEBOREN 1894 VERHAFTET MÄRZ 1944 DEPORTIERT FLOSSENBÜRG ERMORDET 29.12.1944                                                          | Via Fontanesi 38 ·                     | Aldo Momigliano (1894–1944) |
|              | DANTE MOMIGLIANO GEBOREN 1897 VERHAFTET 25.9.1944 DEPORTIERT FLOSSENBÜRG ERMORDET 24.2.1945                                                          | Via Fontanesi 38 ·                     | Dante Momigliano (1897–1945) |
|              | HIER WOHNTE IOLANDA MOMIGLIANO GEBOREN 1902 VERHAFTET 3.12.1943 DEPORTIERT 22.2.1944 AUSCHWITZ ERMORDET 6.8.1944                                     | Corso Dante 90 ·                       | Iolanda Momigliano |
|              | HIER WOHNTE ITALO MOMIGLIANO GEBOREN 1899 VERHAFTET 14.9.1944 DEPORTIERT 14.12.1944 FLOSSENBÜRG ERMORDET 3.5.1945 BERGEN-BELSEN                      | Via Fontanesi 38 ·                     | Italo Momigliano |
|              | HIER WOHNTE PILADE MOMIGLIANO GEBOREN 1880 VERHAFTET 19.6.1944 DEPORTIERT 2.8.1944 AUSCHWITZ ERMORDET 6.8.1944                                       | Corso Palestro 9 ·                     | Pilade Momigliano |
|              | HIER STUDIERTE VIRGINIA MONTALCINI GEBOREN 1920 VERHAFTET 23.1.1944 DEPORTIERT 30.1.1944 AUSCHWITZ ERMORDET 6.2.1944                                 | Via Parini 8 (Liceo D'Azeglio)         | Virginia Montalcini |
|              | HIER STUDIERTE GIOVANNI MONTRUCCHIO GEBOREN 1904 VERHAFTET 29.10.1943 DEPORTIERT 1944 MAUTHAUSEN ERMORDET 18.4.1945 GUSEN                            | Via Nizza 340                          | Giovanni Montrucchio |
|              | HIER WOHNTE IDA MORESCO GEBOREN 1877 VERHAFTET 23.12.1943 DEPORTIERT 1944 AUSCHWITZ ERMORDET 3.4.1944                                                | Via Giuseppe Baretti 31 ·              | Ida Moresco (1877–1944) |
|              | HIER WOHNTE CELESTINA MUGGIA IN SACERDOTE GEBOREN 1870 VERHAFTET 28.3.1944 DEPORTIERT 16.5.1944 AUSCHWITZ ERMORDET 23.5.1944                         | Corso Regina Margherita 89 ·           | Celestina Muggia in Sacerdote (1870–1944) |
|              | HIER WOHNTE LUIGI NADA GEBOREN 1910 VERHAFTET 13.3.1943 DEPORTIERT 20.3.1944 MAUTHAUSEN ERMORDET 10.4.1944 GUSEN                                     | Strada comunale di Bertolla 9B ·       | Luigi Nada |
|              | HIER WOHNTE EUGENIO NIZZA GEBOREN 1886 VERHAFTET 20.6.1944 DEPORTIERT 1944 AUSCHWITZ ERMORDET AUGUST 1944                                            | Via Principe Tommaso 42 ·              | Eugenio Nizza |
|              | HIER WOHNTE UMBERTO NIZZA GEBOREN 1893 VERHAFTET 3.11.1943 DEPORTIERT 6.12.1943 AUSCHWITZ ERMORDET                                                   | Corso Vittorio Emanuele II 70 ·        | Umberto Nizza (1893–?) |
|              | HIER WOHNTE MARCO NORZI GEBOREN 1918 VERHAFTET 19.12.1943 DEPORTIERT 1944 AUSCHWITZ ERMORDET 6.2.1944                                                | Via Gaeta 18 ·                         | Marco Norzi (1918–1944) |
|              | HIER WOHNTE ADUA NUNES GEBOREN 1902 VERHAFTET 21.3.1944 DEPORTIERT AUSCHWITZ ERMORDET JAN. 1945 DACHAU                                               | Via della Consolata 8                  | Adua Nunes |
|              | HIER WOHNTE REMO OBBERMITO GEBOREN 1922 VERHAFTET 1943 DEPORTIERT ZÖSCHEN ERMORDET 7.2.1945                                                          | Via Giuseppe Mazzini 33 ·              | Remo Obbermito (1922–1945) |
|              | HIER WOHNTE ALFONSO OGLIARO GEBOREN 1897 VERHAFTET MÄRZ 1944 DEPORTIERT 1944 MAUTHAUSEN ERMORDET 20.2.1945 GUSEN                                     | Via Gioberti 69 ·                      | Alfonso Ogliaro |
|              | HIER WOHNTE RENATO ORTONA GEBOREN 1915 VERHAFTET 3.2.1944 DEPORTIERT 22.2.1944 AUSCHWITZ ERMORDET 5.5.1944                                           | Via Saluzzo 19 ·                       | Renato Ortona |
|              | HIER WOHNTE EMMA OTTOLENGHI GEBOREN 1866 VERHAFTET 25.11.1943 DEPORTIERT AUSCHWITZ ERMORDET 11.12.1943                                               | Via Santa Teresa 24 ·                  | Emma Ottolenghi (1866–1943) |
|              | HIER WOHNTE FELICINO OTTOLENGHI GEBOREN 1911 VERHAFTET 4.10.1943 DEPORTIERT 6.12.1943 AUSCHWITZ ERMORDET                                             | Via Gramsci 10 ·                       | Feliciano Ottolenghi |
|              | HIER WOHNTE GIACOMO OTTOLENGHI GEBOREN 1897 VERHAFTET 11.12.1943 DEPORTIERT 30.1.1944 AUSCHWITZ ERMORDET                                             | Corso Sommeiller 35                    | Giacomo Ottolenghi |
|              | HIER WOHNTE GIORGIO OTTOLENGHI GEBOREN 1909 VERHAFTET 11.12.1943 DEPORTIERT 30.1.1944 AUSCHWITZ ERMORDET                                             | Corso Sommeiller 35                    | Giorgio Ottolenghi |
|              | HIER WOHNTE MARCO OTTOLENGHI GEBOREN 1878 VERHAFTET 26.8.1944 DEPORTIERT 28.10.1944 AUSCHWITZ TOT 3.3.1945                                           | Via San Quintino 30                    | Marco Ottolenghi |
|              | HIER WOHNTE LUCIO PERNACI GEBOREN 1900 VERHAFTET MÄRZ 1944 DEPORTIERT 1944 MAUTHAUSEN TOT 27.6.1944                                                  | Corso Regio Parco 35 ·                 | Lucio Pernaci |
|              | HIER WOHNTE CLAUDIO PESCAROLO GEBOREN 1920 VERHAFTET 24.6.1944 DEPORTIERT 1944 AUSCHWITZ ERMORDET                                                    | Piazza Statuto 13                      | Claudio Pescarolo |
|              | HIER WOHNTE LUIGI PORCELLANA GEBOREN 1909 VERHAFTET NOV. 1943 DEPORTIERT 1944 MAUTHAUSEN ERMORDET 15.11.1944 HARTHEIM                                | Corso Casale 10 ·                      | Luigi Porcellana |
|              | HIER WOHNTE LIDIA PUCCI TEDESCHI GEBOREN 1925 VERHAFTET 27.10.1943 DEPORTIERT 1943 AUSCHWITZ TOT 27.1.1945                                           | Via Aurelio Saffi 13 ·                 | Lidia Pucci Tedeschi |
|              | HIER WOHNTE ENRICHETTA RIMINI GEBOREN 1887 VERHAFTET 15.12.1943 DEPORTIERT 1944 AUSCHWITZ ERMORDET                                                   | Via Accademia Albertina 37             | Enrichetta Rimini |
|              | HIER WOHNTE ROSETTA RIMINI GEBOREN 1891 VERHAFTET 27.10.1943 DEPORTIERT 1943 AUSCHWITZ ERMORDET DEZ. 1943                                            | Via Aurelio Saffi 13 ·                 | Rosetta Rimini |
|              | HIER WOHNTE GIOVANNI RONCAGLIO GEBOREN 1902 VERHAFTET 2.2.1945 DEPORTIERT 4.2.1945 MAUTHAUSEN ERMORDET 26.3.1945 GUSEN                               | Via Onorato Vigliani 172               | Giovanni Roncaglio |
|              | HIER WOHNTE MARIA IRENE ROSCETTI IN VALABREGA GEBOREN 1892 VERHAFTET 5.10.1943 DEPORTIERT 1944 AUSCHWITZ ERMORDET 26.2.1944                          | Via Po 25 ·                            | Maria Irene Roscetti in Valabrega |
|              | HIER WOHNTE GINO ROSSI GEBOREN 1884 DEPORTIERT 1944 AUSCHWITZ ERMORDET 6.8.1944                                                                      | Corso Marconi 38/40 ·                  | Gino Rossi |
|              | HIER WOHNTE LUIGI ROSSO GEBOREN 1903 VERHAFTET 30.9.1944 DEPORTIERT 14.12.1944 MAUTHAUSEN ERMORDET 26.2.1945 MELK                                    | Via Carlo Matteucci 2                  | Luigi Rosso |
|              | HIER WOHNTE BICE SACERDOTE IN TEDESCHI GEBOREN 1893 VERHAFTET 28.3.1944 DEPORTIERT 16.5.1944 AUSCHWITZ ERMORDET 23.5.1944                            | Corso Regina Margherita 89 ·           | Bice Sacerdote in Tedeschi (1893–1944) |
|              | HIER WOHNTE GIORGIO SACERDOTE GEBOREN 1887 VERHAFTET 29.4.1944 DEPORTIERT 2.8.1944 AUSCHWITZ ERMORDET                                                | Corso Vinzaglio 2 ·                    | Giorgio Sacerdote |
|              | HIER WOHNTE MARIANNA SACERDOTE GEBOREN 1874 VERHAFTET 28.2.1944 DEPORTIERT 1944 AUSCHWITZ ERMORDET 10.4.1944                                         | Via Avogadro 19 ·                      | Marianna Sacerdote |
|              | HIER WOHNTE TEODORO SACERDOTE GEBOREN 1859 VERHAFTET 17.4.1944 DEPORTIERT GESTORBEN 7.6.1944 FOSSOLI                                                 | Corso Fiume 17 ·                       | Teodoro Sacerdote (1859–1944) |
|              | HIER WOHNTE TRANQUILLO SARTORE GEBOREN 1904 VERHAFTET 4.3.1944 DEPORTIERT 8.3.1944 MAUTHAUSEN ERMORDET 6.4.1944 EBENSEE                              | Via Franco Bonelli 2                   | Tranquillo Sartore |
|              | HIER WOHNTE GINA SBRANA GEBOREN 1915 VERHAFTET 2.10.1944 DEPORTIERT 1944 RAVENSBRÜCK ERMORDET 2.1.1945                                               | Via Madama Cristina 18 ·               | Gina Sbrana (1915–1945) |
|              | HIER WOHNTE LUIGI SCALA GEBOREN 1905 VERHAFTET 2.12.1943 DEPORTIERT 21.2.1944 MAUTHAUSEN GESTORBEN 21.7.1945                                         | Piazza Vittorio Veneto 13 ·            | Luigi Scala (1905–1945) |
|              | HIER WOHNTE FELICE SCARINGELLA GEBOREN 1907 VERHAFTET 4.3.1944 DEPORTIERT 11.3.1944 MAUTHAUSEN ERMORDET 10.6.1944 EBENSEE                            | Via Carmelo Borg Pisani 29             | Felice Scaringella |
|              | HIER STUDIERTE ABRAMO SEGRE GEBOREN 1920 VERHAFTET 25.10.1943 DEPORTIERT 6.12.1943 AUSCHWITZ ERMORDET FEB. 1945                                      | Via Duchessa Jolanda 27 bis ·          | Abramo Segre (1920–1945) |
|              | HIER WOHNTE ALBERTO SEGRE GEBOREN 1925 VERHAFTET 3.12.1943 DEPORTIERT 1944 MAUTHAUSEN ERMORDET 2.4.1945                                              | Via Principe Tommaso 18 ·              | Alberto Segre |
|              | HIER STUDIERTE ROSA SEGRE GEBOREN 1922 VERHAFTET 25.10.1943 DEPORTIERT 6.12.1943 AUSCHWITZ ERMORDET                                                  | Via Duchessa Jolanda 27 bis ·          | Rosa Segre (1922–?) |
|              | HIER WOHNTE SALVATORE SEGRE GEBOREN 1897 VERHAFTET 3.12.1943 DEPORTIERT 1944 MAUTHAUSEN ERMORDET 5.5.1945 EBENSEE                                    | Via Principe Tommaso 18 ·              | Salvatore Segre |
|              | HIER WOHNTE SILVIO SEGRE GEBOREN 1925 VERHAFTET 27.10.1943 DEPORTIERT 6.12.1943 AUSCHWITZ ERMORDET 15.3.1945 DACHAU                                  | Piazza Carlo Emanuele II 15 ·          | Silvio Segre |
|              | HIER WOHNTE TULLIO SEGRE GEBOREN 1924 VERHAFTET 3.12.1943 DEPORTIERT 22.2.1944 AUSCHWITZ ERMORDET                                                    | Corso Dante 90 ·                       | Tullio Segre |
|              | HIER WOHNTE UGO SEGRE GEBOREN 1892 VERHAFTET 3.12.1943 DEPORTIERT 22.2.1944 AUSCHWITZ ERMORDET 26.2.1944                                             | Corso Dante 90 ·                       | Ugo Segre |
|              | HIER WOHNTE GINA DELLA SETA GEBOREN 1894 VERHAFTET 20.4.1944 DEPORTIERT 16.5.1944 AUSCHWITZ ERMORDET 23.5.1944                                       | Via Cosseria 1 ·                       | Gina Della Seta |
|              | HIER STUDIERTE LEONE SINIGAGLIA GEBOREN 1868 ITALIENISCHE RASSENGESETZE 1938 GESTORBEN IN HAFT 16.5.1944 TURIN                                       | Piazza Bodoni (vor dem Konservatorium) | Leone Sinigaglia (1868–1944), Komponist |
|              | HIER WOHNTE FRANCESCO STACCIONE GEBOREN 1894 VERHAFTET 5.3.1944 DEPORTIERT 8.3.1944 MAUTHAUSEN ERMORDET 27.3.1945 GUSEN                              | Via Pianezza 10 ·                      | Francesco Staccione |
|              | HIER WOHNTE VITTORIO STACCIONE GEBOREN 1904 VERHAFTET 12.3.1944 DEPORTIERT 20.3.1944 MAUTHAUSEN ERMORDET 16.3.1945 GUSEN                             | Via San Donato 27 · <                  | Vittorio Staccione (1904–1945) |
|              | HIER WOHNTE CARLO STRATTA GEBOREN 1911 VERHAFTET 4.3.1944 DEPORTIERT 11.3.1944 MAUTHAUSEN ERMORDET 13.11.1944 HARTHEIM                               | Corso Racconigi 196                    | Carlo Stratta |
|              | HIER WOHNTE MICHELE TABOR GEBOREN 1886 VERHAFTET MÄRZ 1944 DEPORTIERT 11.3.1944 MAUTHAUSEN ERMORDET 27.6.1944 EBENSEE                                | Via Martorelli 100 ·                   | Michele Tabor |
|              | HIER WOHNTE FRANCO TEDESCHI GEBOREN 1922 VERHAFTET 28.2.1944 DEPORTIERT 5.4.1944 AUSCHWITZ ERMORDET 19.3.1945 MAUTHAUSEN                             | Via Parini 8 (Liceo D'Azeglio)         | Franco Tedeschi |
|              | HIER WOHNTE GIACOMO TEDESCHI GEBOREN 1892 VERHAFTET 25.2.1944 DEPORTIERT 5.4.1944 AUSCHWITZ ERMORDET                                                 | Via San Francesco da Paola 15 ·        | Giacomo Tedeschi |
|              | HIER WOHNTE NATALIA TEDESCHI GEBOREN 1922 VERHAFTET 28.3.1944 DEPORTIERT 16.5.1944 AUSCHWITZ BEFREIT                                                 | Corso Regina Margherita 89 ·           | Natalia Tedeschi (1922–?) |
|              | HIER WOHNTE VITTORIO TEDESCHI GEBOREN 1915 VERHAFTET 27.1.1944 DEPORTIERT 5.4.1944 AUSCHWITZ ERMORDET 25.4.1945 MAUTHAUSEN                           | Corso Regina Margherita 89 ·           | Vittorio Tedeschi (1915–1945) |
|              | HIER WOHNTE LUCIANO TREVES GEBOREN 1920 VERHAFTET 9.12.1943 DEPORTIERT 1944 MAUTHAUSEN ERMORDET 5.5.1945 MELK                                        | Via Campana 18 ·                       | Luciano Treves |
|              | HIER WOHNTE RENATO TREVES GEBOREN 1923 VERHAFTET 9.12.1943 DEPORTIERT 1944 MAUTHAUSEN TOT 12.4.1945 GUSEN                                            | Via Campana 18 ·                       | Renato Treves |
|              | HIER WOHNTE GIOVANNI ANTONIO VACCA GEBOREN 1897 VERHAFTET 12.8.1944 DEPORTIERT 5.10.1944 DACHAU ERMORDET BUCHENWALD                                  | Piazza Peyron 13 ·                     | Giovanni Antonio Vacca |
|              | HIER WOHNTE ERNESTO VALABREGA GEBOREN 1901 VERHAFTET 24.3.1944 DEPORTIERT 5.4.1944 AUSCHWITZ ERMORDET 31.10.1944 KAUFERING IV                        | Corso Massimo D'Azeglio 23 ·           | Ernesto Valabrega |
|              | HIER WOHNTE EVELINA VALABREGA GEBOREN 1907 VERHAFTET 23.12.1943 DEPORTIERT 1944 AUSCHWITZ ERMORDET                                                   | Via Giuseppe Baretti 31 ·              | Evelina Valabrega, geboren am 17. März 1907 in Turin. Sie war die Tochter von Pacifico Valabrega und Ida Moresco. Ihre Eltern gehörten der jüdischen Gemeinde von Turin an und hatten noch weitere sechs Kinder. Evelina Valabrega war mit Salvatore Jachia verheiratet. Das Paar hatte vier Kinder, Pasqua, (* 1932), Anselmo (* 1934), Ercole (* 1936) und Ida Jachia (* 1937). Sie war Hausfrau und arbeitete nur stundenweise als Kellnerin. Ihr Mann starb im Februar 1942 unerwartet an Herzversagen. Evelina Valabrega wurde am 23. Dezember 1943 zusammen mit ihren Kindern, ihrer Mutter und ihrem Bruder Umberto Valabrega in Montagnana bei Padua von der Guardia Nazionale Repubblicana verhaftet, wohin die Familie Anfang Dezember 1943 geflüchtet war. Die Familie wurde anschließend im KZ Vo’ Vecchio interniert. Mitte Juli 1944 wurde sie mit ihrer Familie zunächst in das KZ Risiera di San Sabba nach Triest überführt. Am 31. Juli 1944 wurden alle mit dem Transport Nr. 33T in das Vernichtungslager Auschwitz-Birkenau deportiert. Nach ihrer Ankunft in Auschwitz-Birkenau am 3. August 1944 verlieren sich die Spuren von Evelina Valabrega. |
|              | HIER WOHNTE MICHELE VALABREGA GEBOREN 1885 VERHAFTET 5.12.1943 DEPORTIERT 1944 AUSCHWITZ ERMORDET 26.2.1944                                          | Via Po 25 ·                            | Michele Valabrega |
|              | HIER WOHNTE STELLA VALABREGA GEBOREN 1923 VERHAFTET 5.12.1943 DEPORTIERT 1944 AUSCHWITZ ÜBERLEBT                                                     | Via Po 25 ·                            | Stella Valabrega |
|              | HIER WOHNTE UMBERTO VALABREGA GEBOREN 1912 VERHAFTET 23.12.1943 DEPORTIERT 1944 AUSCHWITZ ERMORDET                                                   | Via Giuseppe Baretti 31 ·              | Umberto Valabrega (1912–1944/45) |
|              | HIER WOHNTE ORAZIO VIANA GEBOREN 1914 VERHAFTET 5.1.1944 DEPORTIERT 18.2.1944 MAUTHAUSEN ERMORDET 4.2.1945 GUSEN                                     | Via Bava 43                            | Orazio Viana |
|              | HIER WOHNTE ILKA VITALE IN JONA GEBOREN 1906 VERHAFTET 7.12.1943 DEPORTIERT 22.2.1944 AUSCHWITZ ERMORDET 26.2.1944                                   | Via Filangieri 4 ·                     | Ilka Vitale in Jona |
|              | HIER WOHNTE GEMMA VITALE IN SERVADIO GEBOREN 1878 VERHAFTET 23.5.1944 DEPORTIERT 26.6.1944 AUSCHWITZ ERMORDET 30.6.1944                              | Corso Alcide De Gaspari 14             | Gemma Vitale in Servadio |
|              | HIER WOHNTE GIOVANNI VITTONE GEBOREN 1909 VERHAFTET 25.5.1944 DEPORTIERT 5.9.1944 FLOSSENBÜRG ERMORDET APR.1945 KAUFERING                            | Corso Vercelli 121                     | Giovanni Vittone |
|              | HIER WOHNTE GINO VOGHERA GEBOREN 1889 VERHAFTET 18.3.1944 DEPORTIERT 2.8.1944 AUSCHWITZ ERMORDET                                                     | Corso Matteotti 31 ·                   | Gino Voghera |
|              | HIER WOHNTE LINA ZARGANI GEBOREN 1892 VERHAFTET 20.9.1943 DEPORTIERT 1943 AUSCHWITZ ERMORDET DEZ. 1943                                               | Corso Cairoli 32 ·                     | Lina Letizia Zargani |

## Stolpersteine in weiteren Gemeinden der Metropolitanstadt

### Avigliana
In Avigliana wurden drei Stolpersteine an drei Adressen verlegt.
| Stolperstein | Übersetzung                                                                                                 | Verlegeort           | Name, Leben      |
| ------------ | --- | -------------------- | ---------------- |
|              | HIER WOHNTE MAURILIO BORELLI GEBOREN 1925 VERHAFTET 26.6.1944 DEPORTIERT GAGGENAU BEFREIT                   | Corso Dora, 45 ·     | Maurilio Borello |
|              | HIER WOHNTE GIUSEPPE BRUNO GEBOREN 1923 VERHAFTET 9.9.1943 DEPORTIERT MITTELBAU-DORA BEFREIT                | Via Moncenisio, 53 · | Giuseppe Bruno   |
|              | HIER WOHNTE RENZO SURINANI GEBOREN 1923 VERHAFTET 26.11.1943 DEPORTIERT MAUTHAUSEN ERMORDET 30.4.1945 GUSEN | Via San Pietro, 26 · | Renzo Sutiani    |

### Coazze
In Coazze wurde ein Stolperstein verlegt.
| Stolperstein | Übersetzung                                                                                           | Verlegeort              | Name, Leben    |
| ------------ | --- | ----------------------- | -------------- |
|              | HIER WOHNTE ENRICO VALOBRA GEBOREN 1894 VERHAFTET 23.10.1943 DEPORTIERT MAUTHAUSEN ERMORDET 22.3.1945 | Piazza della Vittoria · | Enrico Valobra |

### Collegno
In Collegno wurden zwei Stolpersteine an zwei Adressen verlegt.
| Stolperstein | Übersetzung                                                                                                | Verlegeort                           | Name, Leben             |
| ------------ | --- | ------------------------------------ | ----------------------- |
|              | HIER WOHNTE MASSIMO DE BENEDETTI GEBOREN 1911 VERHAFTET 11.6.1944 DEPORTIERT AUSCHWITZ ERMORDET 31.10.1944 | Via Martiri XXX Aprile, 30           | Massimo De Benedetti    |
|              | HIER WOHNTE MICHELE ATTILIO DE LEON GEBOREN 1890 VERHAFTET 24.3.1944 VENEDIG DEPORTIERT AUSCHWITZ ERMORDET | Corso Francia (Ecke Via Fabio Filzi) | Michele Attilio De Leon |

### Condove
In Condove wurde ein Stolperstein verlegt.
| Stolperstein | Übersetzung | Verlegeort    | Name, Leben |
| ------------ | --- | ------------- | ----------- |
|              | HIER WOHNTE MARIO BOCCO GEBOREN 1919 VERHAFTET 22.12.1943 DEPORTIERT 21.3.1944 MAUTHAUSEN TOT 24.6.1945 REICHENAU | Vicolo Isonzo | Mario Bocco |

### Ivrea
In Ivrea wurden drei Stolpersteine an einer Adresse verlegt.
| Stolperstein | Übersetzung                                                                                       | Verlegeort              | Name, Leben  |
| ------------ | ------------------------------------------------------------------------------------------------- | ----------------------- | ------------ |
|              | HIER WOHNTE DAVIDE FOÀ GEBOREN 1869 VERHAFTET 31.3.1944 DEPORTIERT AUSCHWITZ ERMORDET 23.5.1944   | Via Quattro Martiri, 24 | Davide Foà   |
|              | HIER WOHNTE GIUSEPPE FOÀ GEBOREN 1866 VERHAFTET 31.3.1944 DEPORTIERT AUSCHWITZ ERMORDET 23.5.1944 | Via Quattro Martiri, 24 | Giuseppe Foà |
|              | HIER WOHNTE PERLA FOÀ GEBOREN 1873 VERHAFTET 31.3.1944 DEPORTIERT AUSCHWITZ ERMORDET 23.5.1944    | Via Quattro Martiri, 24 | Perla Foà    |

### Lanzo Torinese
In Lanzo Torinese wurde ein Stolperstein verlegt.
| Stolperstein | Übersetzung | Verlegeort        | Name, Leben    |
| ------------ | --- | ----------------- | -------------- |
|              | IN DER VIA UMBERTO I, 56 WOHNTE MOISE POGGETTO GEBOREN 1875 VERHAFTET 28.4.1944 DEPORTIERT AUSCHWITZ ERMORDET 6.8.1944 | via Umberto I, 56 | Moise Poggetto |

### Moncalieri
In Moncalieri wurden zwei Stolpersteine an zwei Adressen verlegt.
| Stolperstein | Übersetzung                                                                                                   | Verlegeort          | Name, Leben |
| ------------ | --- | ------------------- | --- |
|              | HIER WOHNTE PIETRO BERTOGLIO GEBOREN 1888 VERHAFTET 20.09.1943 INTERNIERT DEBLIN-IRENA ERMORDET 11.2.1944     | Via Mazzini, 12 ·   | Pietro Bertoglio |
|              | HIER WOHNTE RINALDO SATTANINO GEBOREN 1926 VERHAFTET NOV. 1944 DEPORTIERT MAUTHAUSEN ERMORDET 19.4.1945 GUSEN | Via Mirafiori, 15 · | Rinaldo Sattanino wurde am 6. Februar 1926 in Moncalieri geboren und lebte in der Via Mirafiori 15 in Moncalieri mit seiner Familie. im Alter von 18 Jahren schloss er sich der Widerstandsbewegung Giustizia e Libertà an und wurde im Juni 1944 Untergrundkämpfer in deren IX. Division (Brigade „Tamietti“), aktiv in der Provinz Asti. Ende des Sommers desselben Jahres wurde er gemeinsam mit Gefährten im Gebiet von Villafranca verhaftet. Er wurde vorerst in der Kaserne in der Via Asti interniert, danach bis 14. Dezember 1944 in einem neuen Gefängnis. Er wurde ins Durchgangslager Bozen verschleppt und von dort am 8. Januar 1945 in einem Transport von 500 Inhaftierten in das Konzentrationslager Mauthausen deportiert. Er langte drei Tage später dort ein und kam in die sogenannte Quarantäne-Abteilung. Sattanino wurde mit der Häftlingsnummer 115713 registriert und gab als seinen Beruf Dreher an. Am 1. Februar 1945 wurde er zur Zwangsarbeit in das KZ Gusen überstellt und verstarb an deren Folgen am 19. April 1945. Sein Bruder Adriano, der ebenfalls nach Mauthausen verschleppt wurde, konnte das NS-Regime überleben. |

### Pinerolo
In Pinerolo wurde ein Stolperstein verlegt.
| Stolperstein | Übersetzung | Verlegeort        | Name, Leben                 |
| ------------ | --- | ----------------- | --------------------------- |
|              | HIER WOHNTE LUIGI CESARE GROSSO-CAMPANA GEBOREN 1888 VERHAFTET 20.09.1943 INTERNIERT DEBLIN-IRENA ERMORDET 11.2.1944 | Via Palestro, 8 · | Luigi Cesare Grosso-Campana |

### Vinovo
In Vinovo wurde ein Stolperstein verlegt.
| Stolperstein | Übersetzung | Verlegeort             | Name, Leben                 |
| ------------ | --- | ---------------------- | --------------------------- |
|              | HIER WOHNTE GIOVANNI SIBONA GEBOREN 1925 VERHAFTET 8.12.1943 DEPORTIERT MAUTHAUSEN ERMORDET 30.9.1944 SCHLOSS HARTHEIM | Vinovo, Via Altina, 20 | Giovanni Sibona (1925–1944) |

## Verlegedaten
Die Stolpersteine von Turin und den umliegenden Gemeinden wurden von Gunter Demnig persönlich an folgenden Tagen verlegt:
- 10. Januar 2015: Turin (Corso Casale 10, Corso Massimo d’Azeglio 12, Corso Regio Parco 35, Corso San Maurizio 8, Corso Svizzera 33, Via Aurelio Saffi 13, Via Carlo Alberto 22, Via Fratelli Carle 6, Via Giacinto Collegno 45, Via Gioberti 69, Via Vicenza 23)
- 11. Januar 2015: Turin (Corso Cairoli 32, Corso Marconi 38/40, Via Avogadro 19, Via Campana 18, Via Po 25, Via Principe Tommaso 18 und 42)
- 2015?: Turin (Via Duchessa Jolanda 21)
- 14. Januar 2016: Turin (Corso Arimondi 11, Corso Dante 90, Corso Massimo D'Azeglio 23, Piazza Carlo Emanuele II 15, Piazza Castello 161, Strada comunale di Bertolla 9B, Via Cosseria 1, Via Fontanesi 38, Via Gramsci 10, Via Mazzini 12, Via San Francesco da Paola 15)
- 15. Januar 2016: Turin (Corso Arimondi 11, Corso Dante 90, Corso Matteotti 31, Corso Palestro 9, Corso Principe Oddone 21, Corso Vinzaglio 2, Piazza Peyron 13, Via Campana 24, Via Filangieri 4, Via Giuseppe Luigi Passalacqua 6, Via Legnano 28, Via Ormea 40, Via Saluzzo 19)
- 16. Januar 2016: Turin (Via Chiesa Della Salute 73, Via Lauro Rossi 43, Via Martorelli 100, Via Pagno 9, Via San Domenico 0, Via Spontini 26)
- 17. Januar 2017: Turin (Corso Alcide De Gaspari 14, Corso Fiume 16, Corso Palermo 86, Corso Racconigi 196, Piazza Bodoni, Via Aosta 29, Via Carlo Matteucci 2, Via Carmelo Borg Pisani 29, Via della Consolata 8, Via Parini 8, Via San Domenico 1)
- 18. Januar 2017: Turin (Corso Guglielmo Marconi 7, Corso Sommeiller 35, Via Onorato Vigliani 172, Via San Quintino 30)[11]
- 18. Januar 2018: Turin (Corso Spezia 55, Via Stampatori 4, Via Principe Tommaso 11, Via Parma 24, Corso Vittorio Emanuele II 70, Via Giuseppe Mazzini 33, Corso Fiume 17)[12]
- 22. Januar 2019: Turin (Via Vigone 54, Via Garibaldi 53, Corso Vittorio Emanuele II 40, Via della Consolata 1 bis, Corso Spezia 55, Piazza Vittorio Veneto 13, Via Duchessa Jolanda 27 bis, Via Fontanesi 38, Via San Donato 27, Corso Regina Margherita 89)[13]
- 14. Januar 2020: Turin (Corso Alessandro Tassoni, 15; Via Franco Bonelli, 2; Via Pianezza, 10; Via Giuseppe Piazzi, 3)[14]
- 12. Januar 2023: Turin (Via Giuseppe Baretti 31; Via Bava 47)
- 13. Januar 2023: Turin (Corso Marconi 11; Via San Pio V 28; Via Madama Cristina 18; Via Gaeta 18; Via Breglio 38, Via Venaria 97)[15]
- 12. Januar 2024: Turin (Via Giulio Bizzozero 24; Via Giuseppe Baretti 31; Via Santa Teresa 28; Via Giuseppe Garibaldi 31; Via del Carmine 24; Via Beinasco  7 (ex Nr. 9); Galleria San Federico)[16]

Ohne den Künstler verlegt wurden:
- 27. Januar 2021: Turin (Corso Giacomo Matteotti, 53; Corso Regina Margherita, 128; Corso Vercelli, 121; Via Eusebio Bava, 43; Via Luigi Cibrario, 104; Via San Francesco da Paola, 46)
- Januar 2022: Turin
- 28. Januar 2022: Vinovo